# Potyviridae
Potyviridae es una familia de virus que infectan plantas. Contienen un genoma ARN monocatenario positivo y por lo tanto se incluyen en el Grupo IV de la Clasificación de Baltimore. Comprende más del 30% de los virus de plantas y muchos de los cuales son de gran importancia agrícola ya que pueden dañar los cultivos. Actualmente, 228 especies se incluyen en esta familia, divididas en 12 géneros con tres especies sin asignar.

## Descripción
Los viriones de la familia Potyviridae tienen geometrías en forma de varilla. El diámetro es de alrededor de 12 a 15 nm, con una longitud de 200 a 300 nm.
Los genomas son lineales y generalmente no segmentados, de alrededor de 8-12 kb de longitud, que consisten en ARN monocatenario de sentido positivo, que está rodeado por una cubierta proteica formada por una única proteína codificada por virus llamada cápside. Todos inducen la formación de cuerpos de inclusión de virus llamados inclusiones cilíndricas ('molinetes') en sus huéspedes. Estos consisten en una sola proteína (aproximadamente 70 kDa ) producida en sus huéspedes a partir de un solo producto del genoma viral.

## Replicación y transmisión

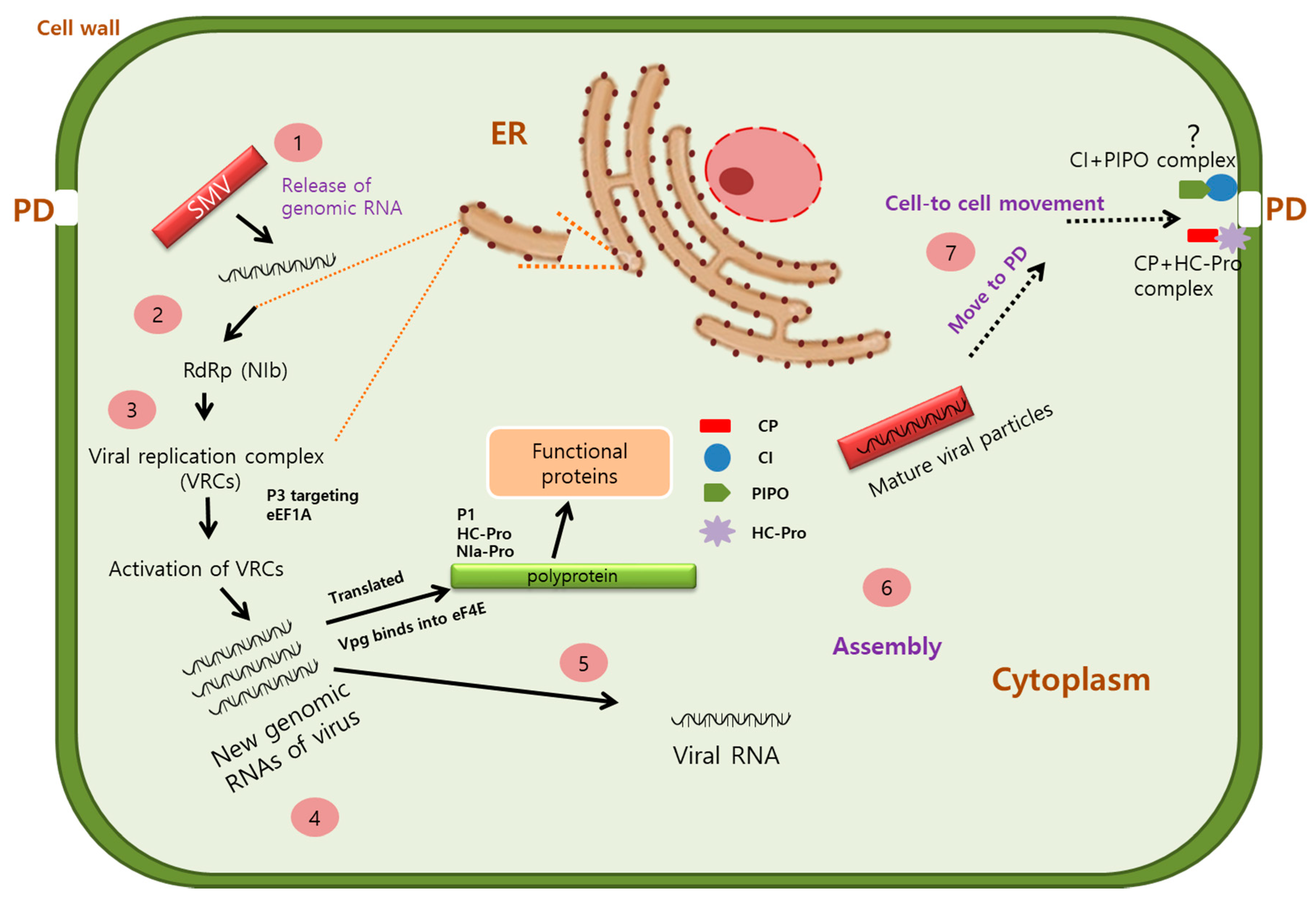
Ciclo replicativo de los potivirus.

La replicación viral se produce en el citoplasma. La entrada en la célula huésped se logra mediante penetración. La replicación sigue el modelo de replicación de los virus de ARN de cadena positiva. La transcripción de los virus de ARN de cadena positiva es el método de transcripción. La traducción se realiza mediante un desplazamiento del marco ribosómico -1. El virus sale de la célula huésped mediante un movimiento viral guiado por túbulos. Las plantas sirven como hospedadores naturales. Los virus se transmite a través de un vector (a menudo un insecto o un ácaro). Las rutas de transmisión son vectoriales y mecánicas.
Potyvirus es el género más grande de la familia, con 183 especies conocidas. Estos virus tienen entre 720 y 850 nm de longitud y son transmitidos por pulgones. También se pueden transmitir fácilmente por medios mecánicos. Estos virus compartieron una ascendencia común hace 6.600 años y son transmitidos por más de 200 especies de pulgones.
Las especies del género Macluravirus miden entre 650 y 675 nm de longitud y también son transmitidas por pulgones. Los virus de las plantas del género Ipomovirus son transmitidos por moscas blancas y tienen una longitud de 750 a 950 nm. Los virus tritimovirus y rimovirus tienen una longitud de 680 a 750 nm y son transmitidos por ácaros eriofididos . (Los rimovirus están estrechamente relacionados con los potyvirus y eventualmente pueden fusionarse con los potivirus. El genoma de Bymovirus consta de dos partículas en lugar de una (275 y 550 nm) y estos virus son transmitidos por el hongo quitridio, Polymyxa graminis.

## Relación con otros virus
Potyviridae esta estrechamente emparentado con Astroviridae una familia que infecta vertebrados entre ellos el ser humano. Estas dos familias son reunidas en la clase Stelpaviricetes.

## Taxonomía

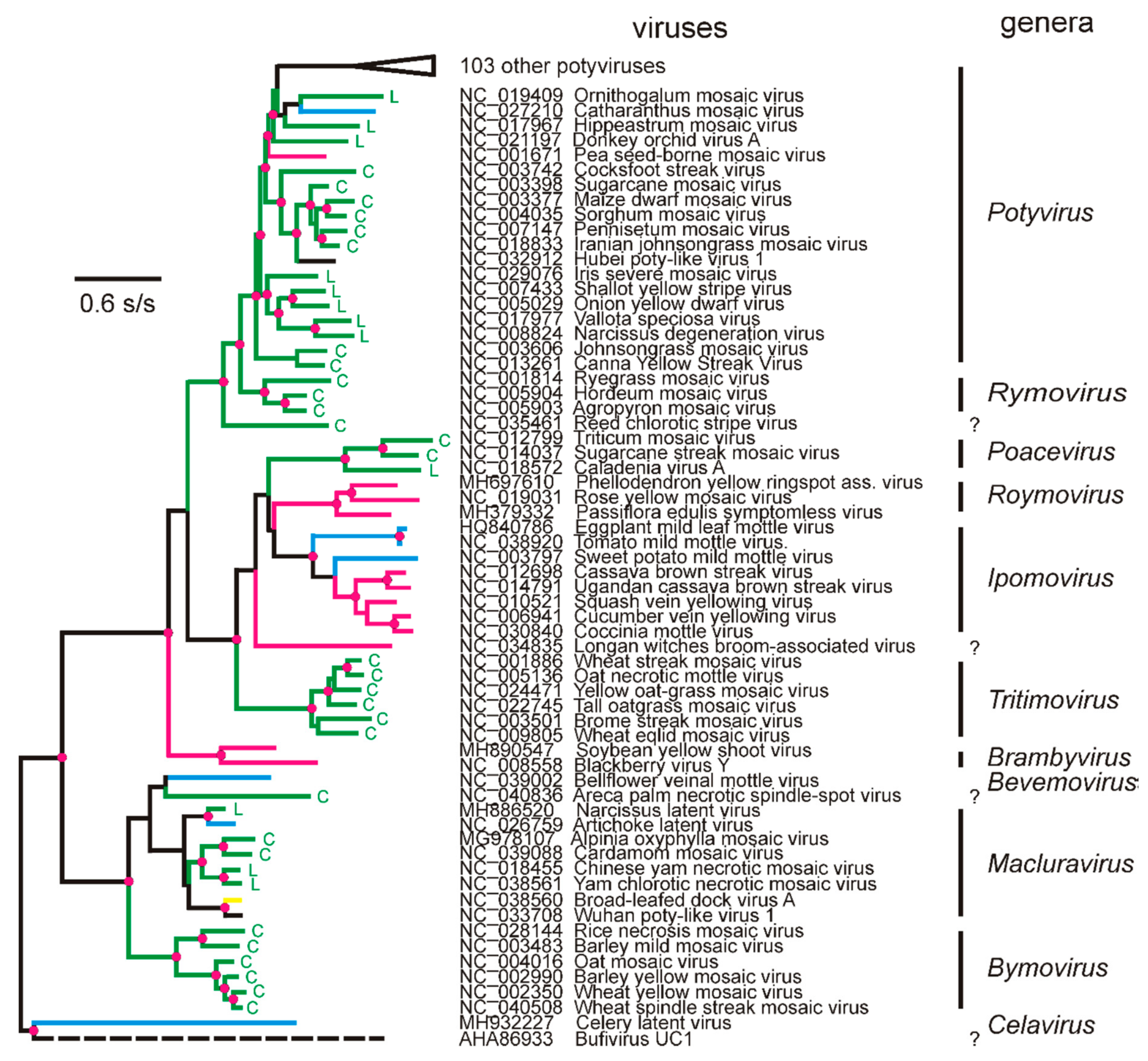
Relaciones filogenéticas entre géneros.

Se han descrito los siguientes géneros:
- Arepavirus
- Bevemovirus
- Brambyvirus
- Bymovirus
- Celavirus
- Ipomovirus
- Macluravirus
- Poacevirus
- Potyvirus
- Roymovirus
- Rymovirus
- Tritimovirus

Las siguientes especies no están asignadas a ningún género:
- Common reed chlorotic stripe virus
- Longan witches broom-associated virus
- Spartina mottle virus